# Уизерспун, Шэрон
Шэрон Уизерспун (англ. Sharon Fae Witherspoon; род. 1956) — британский статистик, экс-директор Nuffield Foundation (являлась им на протяжении трех лет), в котором проработала 19 лет. Прежде была практикующим социальным исследователем в NatCen и Policy Studies Institute, разрабатывая и анализируя масштабные социальные опросы. Экс-руководитель политики Академии социальных наук (с марта 2016; феллоу с 2010), вице-президент Королевского статистического общества. Кавалер ордена Британской империи (MBE, 2008). В 2011 году получила медаль президента Британской академии.
Являлась директором Nuffield Foundation с июля 2012 года по 2015, до того занимала должность заместителя директора (с 2000 года) и руководила исследовательскими программами Фонда в области социальной политики с момента своего устройства туда в 1996 году помощником директора. Ранее состояла старшим научным сотрудником в Институте политических исследований и NatCen Social Research. Стала одним из первых оригинальных исследователей серии British Social Attitudes Survey, являлась редактором ежегодных отчетов данного опроса {Рец.}.
Входила в Senior Salaries Review Body, попечитель Full Fact.
В 2015 году удостоена почетной докторской степени Университетского колледжа Лондона за заслуги в области социальных наук и права.

## Публикации
- Sharon Witherspoon. British Social Attitudes. Technical Report (англ.). — Inter-university Consortium for Political and Social Research, 1986.
- Sharon Witherspoon. Chapter 3: Democracy, the environment and public opinion in Western Europe // Democracy and the Environment (англ.) / Edited by William M. Lafferty and James Meadowcroft. — Edward Elgar Publishing, 1996. — ISBN 9781858983257.
- Sharon Witherspoon. Businesses know the value of social sciences. higher education policy needs to catch up (англ.) // Impact of Social Sciences Blog. — 2020. — 15 September.